# Woman and Wife
Woman and Wife er en amerikansk stumfilm fra 1918 af Edward José.

## Medvirkende
- Alice Brady - Jane Eyre
- Elliott Dexter - Edward Rochester
- Helen Greene - Therese
- Helen Lindroth - Grace Poole
- Victor Benoit - Raoul Daquin
- Leonora Morgan -  Valerie Rochester
- Madge Evans